# Thomas Peters (Freetown)
Thomas Peters (* 25. Juni 1738 als Thomas Potters im heutigen Nigeria; † 1792 in Freetown) war ein Veteran der Black Company of Pioneers und Menschenrechtler. Er gilt als Gründer der sierra-leonischen Hauptstadt Freetown und damit des heutigen Staates Sierra Leone.
Peters wurde nach Province of North Carolina verschleppt und kämpfte später an der Seite des Königreichs Großbritannien im Amerikanischen Unabhängigkeitskrieg. Als schwarzer Loyalist siedelte er in Nova Scotia. Er zählte zu einer Gruppe einflussreicher Afrokanadier. Er wird häufig als „erster afroamerikanischer Held“ bezeichnet.

## Leben
Peters wurde 1738 im heutigen Nigeria in das Volk der Yoruba geboren. Unbestätigten Angaben nach soll er schon als Kind entführt und als Sklave in die Vereinigten Staaten gebracht worden sein.

### Versklavung
1760 soll Peters von einem Sklavenhändler gefangen genommen, auf dem französischen Schiff Henri Quatre nach Amerika gebracht und dort nach Französisch-Louisiana verkauft worden sein. Nach drei Fluchtversuchen wurde er in die Südlichen Kolonien an einen Engländer verkauft. Hierbei handelte es sich vermutlich 1776 um William Campbell.

### Amerikanischer Unabhängigkeitskrieg
Im selben Jahr soll Peters geflohen sein und sich den Black Pioneers angeschlossen haben. Diesen wurde von John Murray, 4. Earl of Dunmore die Freiheit im Anschluss an den Freiwilligendienst versprochen. Er brachte es bei den Pionieren bis zum Rang eines Sergeant und wurde zweimal im Krieg verletzt. Während dieser Zeit heiratete er Sally Peters, ebenfalls eine Sklavin. Sie bekamen Tochter Clairy (* 1771) und Sohn John (* 1781).

### Umsiedlungen
Nach dem Krieg wurde Peters mit 3000 anderen ehemaligen afroamerikanischen Sklaven von den Briten, die ihnen die Freiheit versprachen, nach Nova Scotia umgesiedelt. Sie sollten Land und für ein Jahr Unterstützung erhalten. Peters und seine Familie lebten hier von 1783 bis 1791, nach einem kurzen Aufenthalt auf den Bermudas.
Unzufrieden mit der Landsituation in Nova Scotia und der anhaltenden Diskriminierung durch Weiße reiste Peters 1791 nach England, um den Wunsch nach Land zu unterstreichen. Er und andere ehemalige Sklaven konnten die Regierung überzeugen, eine neue Kolonie in Westafrika einzurichten. Gemeinsam mit John Clarkson, dem Bruder von Thomas Clarkson, sollten Schwarze zur Umsiedlung angeworben werden. Nach seiner Rückkehr nach Nova Scotia begann Peters, mit Unterstützung von unter anderem David George, Moses Wilkinson, Joseph Leonard, Cato Perkins, William Ash, John Ball und Isiah Limerick mit der Anwerbung von Umsiedlern.
1190  der insgesamt etwa 3500 Afroamerikaner entschlossen sich, nach Westafrika zu emigrieren. Januar 1792 erreichten sie den Hafen St. George Bay. John Clarkson wurde zum Gouverneur ernannt. Bereits einen Monat nach der Ankunft kam es zu ersten Beschwerden beim Gouverneur, Peters plante einen Aufstand.
Peters starb 1792, nur kurze Zeit nach Übersiedlung, als einer der ersten Neusiedler an Malaria.

## Rezeption
Peters Nachkommen sind Krio, die heute vor allem um Freetown leben. Einige seiner Nachfahren leben auch in Kanada.
1999 wurde Peters als Held in einem Film der sierra-leonischen Regierung behandelt. 2001 forderten Einwohner von Freetown, die Percival Street nach Peters zu benennen. Sie liegt dort, wo er zuerst siedelte. 2007 wurde er in der BBC-Fernsehserie Rough Crossings von Leo Wringer dargestellt.
2011 wurde eine Statue zu seinen Ehren aufgestellt. Nach ihm wurde eine Schule an der Percival Street in Freetown benannt. 2013 wurde er in der Eröffnungsrede zum Parlament als eine der herausragenden Persönlichkeiten der sierra-leonischen Geschichte genannt.
Im Juni 2022 ehrte ihn die kanadische Regierung, vertreten durch den für das Historic Sites and Monuments Board of Canada zuständigen Minister, und erklärte ihn wegen seines „herausragenden und dauerhaften Beitrages zur kanadischen Geschichte“, hier wegen seines Kampfes für die Rechte der schwarzen Loyalisten, zu einer „Person von nationaler historischer Bedeutung“.